# Marinefriedenskommission
Die Marinefriedenskommission (Mafri), auch Marine-Friedenskommission (M-Friko), später Völkerbundgruppe Marine (VGM), war einer Einrichtung der Reichsmarine.

## Vorgeschichte
Als Vertreter des Vorsitzenden Staatssekretärs bzw. später des Reichsministers Matthias Erzberger gehörte ab November 1918 Kapitän zur See Ernst Vanselow der Waffenstillstandskommission in Berlin an. Hier hatte er die Leitung der Abteilung für Schifffahrts- und Ernährungsangelegenheiten inne. In dieser Position führte er in Compiègne im Auftrag des Chefs der Seekriegsleitung, Admiral Reinhard Scheer, am 8. November 1918 in der Sonderbesprechung für Marineangelegenheiten Verhandlungen über den Entwurf des Waffenstillstandsabkommens. Er wurde angehalten, Milderungen, besonders im Hinblick auf die Blockade, zu erreichen. Vanselow blieb bis zur Unterzeichnung des Waffenstillstandsvertrags am 11. November 1918 in die Verhandlungen eingebunden und war auch einer von vier deutschen Vertretern bei den drei Verlängerungen des Waffenstillstands.
Siehe auch: Deutsche Waffenstillstandskommission 1918

## Marinefriedenskommission

### Einrichtung der Marinefriedenskommission
Ab 23. November 1918 wurde die Marinefriedenskommission als Marineabordnung für die Deutsche Friedenskommission eingerichtet und bestand bis Oktober 1930. Bereits ab Oktober 1918 gab es Bestrebungen, eine Nachfolgeeinrichtung für die Marine-Waffenstillstandskommission einzurichten. Vanselow trat als Verbindungsoffizier mit Leitungsfunktion für die Anfangszeit auf. Zusätzlich gab es mit Konteradmiral Friedrich von Bülow einen Bevollmächtigten des Staatssekretäre des Reichsmarineamtes. Die Marinefriedenkommission führte die Verhandlungen der Marine mit den alliierten Kommissionen und unterstand, wie auch die Vorgängereinrichtung, dem Chef der Admiralität.
Mitte Januar 1920 wurde die Geschäftsordnung der Marinefriedenskommission geändert. Der Vorsitzende wechselte zu Kapitän zu See Ernst von Gagern, welcher bereits als Verhandlungsoffizier in einer Unterkommission der Marinefriedenskommission eingesetzt worden war, und die Bezeichnung änderte sich aus Präses.

### Aufgaben der Marinefriedenskommission
Die Aufgaben der Marinefriedenskommission waren folgende:
- Führung aller Verhandlungen mit den interalliierten Kommissionen, soweit nicht ausdrücklich vom Chef der Admiralität eine abweichende Regelung befohlen.
- Vermittlung des Verkehrs dieser Kommissionen mit einzelnen Dienststellen der Marine.
- Vorbereitung und Durchführung der Besichtigungsreisen der interalliierten Kommissionen, Gestellung der Begleitoffiziere zu diesen Reisen.
- Vermittlung jeglichen Verkehrs des Reichsmarineamtes mit der Friedensstelle des Auswärtigen Amts.

### Aufbau der Marinefriedenskommission
Anfangs bestand die Kommission aus einem Chef, vier Mitgliedern, einem Hilfs-Marine-Kriegsgerichtsrat, einem Registrator, einem Sekretär und einem Hilfsarbeiter. Erster Chef war der Konteradmiral von Bülow.
Die Strukturierung mit Unterkommissionen A und B inkl. deren Aufgaben entsprach dem der Interalliierte Militär-Kontrollkommission (NIACC). Lediglich die Unterkommission C wurde nicht gebildet, da die Angelegenheiten bzgl. Helgoland vom Reichsschatzministerium geführt wurden und dies nicht auf die Marinefriedenskommission übertragen wurde. Die Unterkommissionen waren nur für die Marinefriedenskommission tätig, dieser aber nicht unterstellt. Geführt wurden die Unterkommission A und B von einem eigenen Präses und die Bildung der Unterkommissionen erfolgte in Verantwortung der Admiralität.
Die Unterkommissionen A und B hatten auf Aufgabe der Auskunftserteilung und waren so direkt mit den Unterkommissionen der NIACC verbunden. Auf Anweisung des Präses wurden auch Fragestellungen der Marinefriedenskommission in die Unterkommissionen der NIACC eingebracht und die Kommunikation in die NIACC. Ebenfalls mussten die Unterkommissionen die Marinefriedenskommissionen über ihre Aufgaben unterrichten.
Zusätzlich zu den Unterkommissionen A und B war Ende Januar 1920 eine Unterkommission D eingerichtet worden, mit den Aufgaben, die Auskunftserteilung und Vermittlung für die interalliierte Zweigunterkommission Kiel in Angelegenheit der Befestigungen, Unterrichtung der Marinefriedenskommission und die Erledigung nicht grundsätzlicher Fragen mit der Interalliierten Zweigkommission nach Anweisung des Präses der Marinefriedenskommission durchzuführen. Im März 1920 wurde der Aufgabenbereich der Unterkommission D auf Nordseebefestigungen beschränkt.
1920 bestand die Marinefriedenskommission aus dem Vorsitzenden und sieben Dezernenten. Darunter existierte bei der Unterkommission A zwei Mitarbeiter, bei der Unterkommission B drei Mitarbeiter und bei der Unterkommission D ein Mitarbeiter. Hinzu kamen noch zwei Dolmetscher und zwei Hilfsarbeiter. Zusätzlich waren von Verbindungsoffiziere an unterschiedlichen Standorten der Marine zugeordnet (acht in Berlin und Kiel, fünf in Wilhelmshaven, zwei in Cuxhaven, Hamburg und Geestemünde, einer in Bremen, Emden, Flensburg, Stettin, Pillau und Borkum). Von den 28 Verbindungsoffizieren waren acht nebenamtlich bei der Marinefriedenskommission.

#### Aufbau 1922
1922 bestand die Marinefriedenskommission auf dem Präses Konteradmiral Max Reymann und folgenden Mitgliedern:
- Kapitän zur See Ernst Batsch: bereits ab 1919 in der Marinefriedenskommission und ab 1923 Vorsitzender dieser Kommission
- Kapitän zur See Karl Klüpfel: von 1922 bis 1925
- Korvettenkapitän Otto Brauer: zur Dienststellung
- Korvettenkapitän Richard Eckerlin
- Kapitänleutnant Carl Gutjahr: zur Dienststellung
- Kapitänleutnant Walter Weishaupt
- Kapitänleutnant Kurt Croll
- Kapitänleutnant Ruprecht Andriano
- Oberleutnant zur See Hans Lemmen: zur Dienststellung
- Oberleutnant zur See Wilhelm Löwe: zur Dienststellung

Zusätzlich kamen folgende Verbindungsoffiziere dazu:
- Kapitän zur See Walther Franz: als Direktor des Artillerie- und Navigations-Ressort der Marinewerft Wilhelmshaven, bis Mai 1923
- Korvettenkapitän Hans Fritz: Stettin
- Kapitänleutnant Wilhelm Friedrich Starke: Kiel
- Kapitänleutnant Kurd Wippern: Kiel
- Kapitänleutnant Oskar Wehr: Mürwik, Lehrer an der dortigen Torpedoschule
- Kapitänleutnant Günther Olff: Wilhelmshaven

### Auflösung der Marinefriedenskommission
Am 31. Januar 1927 wurde mit dem Ende der Tätigkeit der NIACC die Marinefriedenskommission offiziell aufgelöst. Die Bezeichnung Mafri war bereits mit der Einrichtung der Völkerbundgruppe Marine Anfang November 1926 entfallen.

## Völkerbundgruppe Marine
Zum 4. November 1926 wurde in der Marineleitung die Völkerbundgruppe Marine (VGM), welche mit der Auflösung der Marinefriedenskommission Anfang 1927 dessen Aufgabe übernahm, eingerichtet. Die Gruppe hatte die Aufgabe für die Marineleitung die internationalen Verhandlungen des Völkerbundes durchzuführen und war am Marinekommandoamt angegliedert. Mit der Einrichtung der VGM war die Bezeichnung Mafri für die Marinefriedenskommission entfallen.
Es wurden zwei Untergruppen eingerichtet. Die Untergruppe VGM I war für den Außendienst und die Untergruppe VGM II für den Dienst in der Heimat verantwortlich. Leiter der Völkerbundgruppe Marine war Konteradmiral Albrecht von Freyberg.
Nachdem am 31. Januar 1927 die Tätigkeit der NIACC in Deutschland beendet worden war, stellten sowohl die Heeres- als auch die Marinefriedenskommission die Arbeiten ein. Die Restaufgaben der Marinefriedenskommission und die Abwicklung dieser wurde durch die Untergruppe VGM II übernommen.
Später übernahm Kapitän zur See Wilhelm Friedrich Starke, ehemaliger Verbindungsoffiziere der Marinefriedenskommission, die Leitung der Gruppe.

## Gliederung zur Einrichtung 1918
- Chef für Karten: Konteradmiral Friedrich von Bülow
- Fr I Seerechtsfragen und wirtschaftliche Angelegenheiten: Kapitän zur See Ernst Vanselow
- Fr II Militärische Angelegenheiten: Fregattenkapitän Ernst von Gagern
- Fr III Allgemeine Marineangelegenheiten, Auslandsdienst und französische Übersetzungen: Korvettenkapitän Hans Humann
- Fr IV Adjutant, personelle Angelegenheiten und englische Übersetzungen: Korvettenkapitän Louis Leisler Kiep
- Fr I, 1 Hilfsmarinekriegsgerichtsrat: Scheurer
- FR Registratur: zu Klampen
- Fr III, 1: Sekretär Wachenheimer
- Fr I, 2: Hilfsarbeiter Picht

## Chefs
- Konteradmiral Friedrich von Bülow: von der Einrichtung bis 6. März 1919
- Kapitän zu See/Konteradmiral Paul Heinrich: vom 31. März 1919 bis 12. Januar 1920

## Präses/Vorsitzende
- Kapitän zu See Ernst von Gagern: vom 13. Januar 1920 bis 30. Mai 1920
- Kapitän zur See/Konteradmiral Max Reymann: vom 7. September 1920 bis 26. April 1923
- Kapitän zur See Ernst Batsch: ab 1923

## Mitglieder (Auswahl)
- Korvettenkapitän/Fregattenkapitän Wilhelm Buße: von März 1919 bis August 1920
- Kapitänleutnant Otto Mejer: bis Juni 1920

## Verbindungsoffiziere (Auswahl)
- Korvettenkapitän Ernst Meusel: von August 1919 bis März 1920
- Oberleutnant zur See Heinz-Eduard Menche: Juni/Juli 1920
- Oberleutnant zur See/Korvettenkapitän Hans-Hermann Graf von Schweinitz und Krain: von März 1919 bis April 1921

## Bekannte Personen (Auswahl)
- Kapitänleutnant/Korvettenkapitän Karl Witzell: als Artillerieoffizier der Kommandantur Wilhelmshaven von Februar 1920 bis Februar 1921 Mitglied einer Unterkommission der Marinefriedenskommission
- Kapitänleutnant Günther Guse: als Berater bei der Inspektion des Torpedo- und Minenwesens ab Oktober 1921 Verhandlungsoffizier einer Unterkommission der Marinefriedenskommission
- Korvettenkapitän Otto Feige: als Chef der Artillerie- und der nautischen Abteilung des Marinehafens Wilhelmshaven ab Mai 1923 Verhandlungsoffizier einer Unterkommission der Marinefriedenskommission